# Despina (satelit)
Despina /des'pi.na/, cunoscută și sub numele de Neptun V, este al treilea cel mai apropiat satelit interior al lui Neptun. Este numit după personajul mitologic grec Despoina, o nimfă care a fost fiica lui Poseidon și a lui Demeter.

## Descoperire
Despina a fost descoperită la sfârșitul lunii iulie 1989 din imaginile realizate de sonda Voyager 2. A primit denumirea temporară S/1989 N 3. Descoperirea a fost anunțată (IAUC 4824) pe 2 august 1989 și menționează „10 cadre făcute în 5 zile”, implicând o dată de descoperire cu ceva timp înainte de 28 iulie. Numele a fost dat pe 16 septembrie 1991. 

## Caracteristici fizice
Diametrul lui Despina este de aproximativ 152 kilometri (94 mi). Despina are o formă neregulată și nu prezintă niciun semn de modificare geologică. Este probabil să fie o grămadă de moloz reacretată din fragmente ale sateliților originali ai lui Neptun, care au fost perturbați de de Triton la scurt timp după capturarea acelui satelit pe o orbită inițială foarte excentrică. 

## Orbită
Orbita Despinei se află aproape, dar în afara orbitei luiThalassa și chiar în interiorul inelului Le Verrier și acționează ca satelitul său păstor. Deoarece este, de asemenea, sub raza orbitei sincrone a lui Neptun, ea se îndreaptă încet spre interior din cauza decelerației mareice și poate în cele din urmă să se ciocnescă cu atmosfera lui Neptun sau să se destrame într-un inel planetar la depășirea limitei Roche din cauza întinderii mareice.

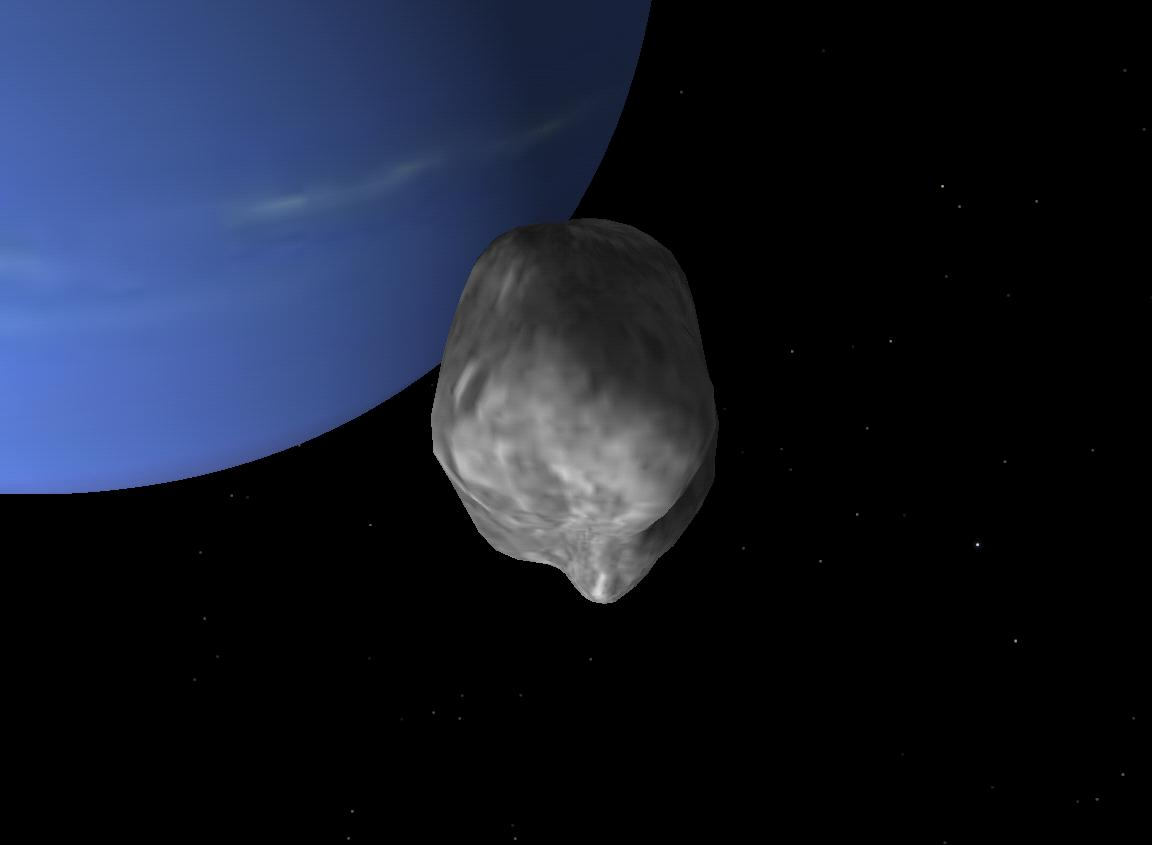
O vedere simulată a Despinei care orbitează în jurul lui Neptun